# 佐藤英一
佐藤 英一（さとう ひでかず）は、日本のアニメーション監督、演出家。サテライト所属。
愛称はエイイチ。

## 経歴
じゃんぐるじむにアニメーターとして入社。そして、他のアニメーターと共に東京キッズに移籍した後、演出に転向する。その後はフリーとなり数多くのアニメに関わる。フリーになった直後は東京キッズで共に仕事をした渡部高志が縁で、イージー・フイルムを中心に活動。1997年に『フォーチュン・クエストL』で渡部高志総監督の下、初監督を務める。『イーハトーブ幻想〜KENjIの春』で演出を務めた事で河森正治とも縁があり、2001年に『地球少女アルジュナ』で副監督を任されて以降はサテライトでの仕事が多い。その他に以前はGONZOでの仕事も多かった。
影響を受けたアニメーション監督に富野由悠季、出崎統、安濃高志、渡部高志、杉井ギサブロー、河森正治の名を挙げている。
なお監督を担当した『キスダムR -ENGAGE planet-』が放送された際には、併映されたミニコーナーにてテレビ出演し作品の解説を行なっていた。また2011年12月20日にはサテライトが主催するイベント「サテライト★アニメナイト」の第2回として佐藤を主役とした「サテライト★アニメナイトVol.2 〜俺について来れるか!?佐藤英一監督×キスダムナイト!〜」が開催されるなど、イベントへの出演も多々行なっている。

## 参加作品

### テレビアニメ
1993年
- カリメロ（絵コンテ・演出）
- 剣勇伝説YAIBA（1993年 - 1994年、演出）
- バトルスピリッツ 龍虎の拳（演出）

1994年
- 超くせになりそう（1994年 - 1995年、絵コンテ・演出）
- 銀河戦国群雄伝ライ（1994年 - 1995年、絵コンテ・演出）

1995年
- スレイヤーズ（絵コンテ・演出）
- ストリートファイターII V（絵コンテ・演出）
- 神秘の世界エルハザード（1995年 - 1996年、絵コンテ）

1996年
- スレイヤーズNEXT（絵コンテ・演出）
- イーハトーブ幻想〜KENjIの春（演出）

1997年
- スレイヤーズTRY（絵コンテ・演出）
- はれときどきぶた（1997年 - 1998年、演出）
- フォーチュン・クエストL（1997年 - 1998年、監督〈総監督：渡部高志〉・絵コンテ・演出）

1998年
- ロスト・ユニバース（絵コンテ・演出）
- 彼氏彼女の事情（1998年 - 1999年、演出）
- スーパードール★リカちゃん（1998年 - 1999年、絵コンテ）

1999年
- 小さな巨人 ミクロマン（演出）
- 火魅子伝（演出）
- A.D.POLICE（絵コンテ・演出）
- Blue Gender（1999年 - 2000年、絵コンテ・演出）

2000年
- 銀装騎攻オーディアン（絵コンテ・演出）

2001年
- 地球少女アルジュナ（副監督〈監督：河森正治〉・脚本・絵コンテ・演出）
- Dr.リンにきいてみて!（絵コンテ）
- ジーンシャフト（演出）
- SAMURAI GIRL リアルバウトハイスクール（絵コンテ・演出）
- X -エックス-（2001年 - 2002年、演出）

2002年
- フルメタル・パニック!（絵コンテ）
- わがまま☆フェアリー ミルモでポン!（2002年 - 2003年、絵コンテ）
- ヒートガイジェイ（2002年 - 2003年、絵コンテ・演出）

2003年
- カレイドスター（絵コンテ）
- GAD GUARD（絵コンテ）
- カレイドスター 新たなる翼（2003年 - 2004年、絵コンテ）
- ふたつのスピカ（2003年 - 2004年、絵コンテ）

2004年
- 巌窟王（2004年 - 2005年、演出）

2005年
- 創聖のアクエリオン（絵コンテ）

2006年
- ガラスの艦隊（絵コンテ）
- 恋する天使アンジェリーク〜心のめざめる時〜（絵コンテ）

2007年
- キスダム -ENGAGE planet-（監督〈総監督：長岡康史、副監督：神戸洋行〉・脚本・絵コンテ・原画・OP絵コンテ）
- ヴァレリアン&ロールリンヌ（監督〈Philippe Vidalと共同、副監督：原博〉 - 日本未放映）

2008年
- キスダムR -ENGAGE planet- 余塵節（監督〈総監督：長岡康史、副監督：神戸洋行〉・脚本）

2009年
- バスカッシュ!（スーパーバイザー〈第7話 - 第9話〉・監督〈第10話 - 〉・絵コンテ・OP絵コンテ）

2012年
- アクエリオンEVOL（絵コンテ）

2014年
- ノブナガ・ザ・フール（監督・絵コンテ・原画・OP絵コンテ・ED絵コンテ・ED演出・ゲスト大イクサヨロイデザイン）
- M3〜ソノ黒キ鋼〜（ED絵コンテ）

2015年
- アクエリオンロゴス（監督・絵コンテ・演出・原画・OP絵コンテ・OP演出）

2016年
- マクロスΔ（絵コンテ・演出・原画）

2017年
- 終末なにしてますか? 忙しいですか? 救ってもらっていいですか?（絵コンテ・演出）

2018年
- 重神機パンドーラ（監督〈総監督：河森正治〉・絵コンテ・演出・原画・OP絵コンテ）

2019年
- ガーリー・エアフォース（演出）
- とある科学の一方通行（演出）
- 戦姫絶唱シンフォギアXV（絵コンテ）

2020年
- ソマリと森の神様（演出）

2021年
- サクガン（絵コンテ・演出・演出協力）

2023年
- The Legend of Heroes 閃の軌跡 Northern War（監督・絵コンテ・ED絵コンテ・ED演出）

2024年
- 30歳まで童貞だと魔法使いになれるらしい（演出）
- SYNDUALITY Noir（絵コンテ）

2025年
- 戦隊レッド 異世界で冒険者になる（演出）

### 劇場アニメ
1995年
- カッタ君物語（演出助手）

2011年
- 劇場版 マクロスF 恋離飛翼〜サヨナラノツバサ〜（副監督〈監督：河森正治〉・絵コンテ）

2012年
- マクロスFB7 銀河流魂 オレノウタヲキケ!（絵コンテ）

2021年
- 劇場版マクロスΔ 絶対LIVE!!!!!!（絵コンテ）

### OVA
1989年
- イース（1989年 - 1991年、原画・動画）

1992年
- イース 天空の神殿〜アドル・クリスティンの冒険〜（1992年 - 1993年、演出助手・原画・エフェクトアニメーション）

1992年
- あばしり一家（原画）

1996年
- タトゥーン★マスター（絵コンテ）

1997年
- 神秘の世界エルハザード2（絵コンテ）

2004年
- マクロス ゼロ（原画）

2010年
- 娘クリ Nyan×2 Music Clip（絵コンテ）

2011年
- キスダムR -ENGAGE planet- 間奏節（ 監督）

### Webアニメ
2017年
- 夢王国と眠れる100人の王子様 Short Stories（絵コンテ・演出）

### ゲーム
2001年
- スカイガンナー（アニメーション監督）

2011年
- ペルソナ2 罪（アニメーション監督）

2013年
- マクロス30 銀河を繋ぐ歌声（アニメーション監督）

### その他
- CRフィーバー超時空要塞マクロス / パチスロ超時空要塞マクロス（2009年 / 2010年、アニメーション監督）
- 暗黒のゼーヴェノア 1（2017年） 原作（著：竹田裕一郎、出版：マイクロマガジン社）